# لوتز فيلد
لوتز فيلد (بالألمانية: Lutz Feld)‏ هو فيزيائي وأستاذ جامعي ألماني، ولد في 25 يوليو 1967 في إيتورف في ألمانيا.